# 대방공
대방공 왕보(帶方公 王俌, ? ~ 1128년 음력 4월 16일)는 고려 시대의 왕족이다. 숙종과 명의왕후의 넷째 아들이다. 대방후(帶方侯)라고도 한다.

## 생애

### 가계
생년은 확실하지 않으며, 고려의 제15대 왕 숙종과 명의왕후의 넷째 아들로 태어났다. 성은 왕, 이름은 보(俌), 본관은 개성이다. 예종 등의 친동생이며, 순종, 선종 등의 조카이자 헌종과는 친사촌 간이 된다. 또 인종 등의 숙부이기도 하다.
왕보의 모후 명의왕후는 숙종의 유일한 부인으로, 문하시중을 지낸 유홍의 딸이다. 본관은 정주로, 당시 왕비들이 대개 인천 이씨 가문에서 나오던 때에 태조의 신혜왕후, 정덕왕후에 이어 오랜만에 탄생한 정주(지금의 경기도 개풍군) 출신의 왕비이다.

### 왕자 시절
1102년(숙종 7년) 이름을 짓고 예물을 하사받았으며, 1106년(예종 1년) 추충광의공신 개부의동삼사 검교태위 수사도 겸 상서령 상주국 대방후에 책봉되면서 식읍 2,000호와 식실 300호를 받았다. 3년 후인 1109년(예종 4년) 대방공(帶方公)으로 진봉되면서 식읍이 3,000호로 늘어났다. 이후 1110년(예종 5년) 수충공신 수태위의 관작을, 1114년(예종 9년) 봉순공신 수태보의 관작을 받았다. 또 관작을 받을 때마다 식읍과 식실이 추가되었다.
이후 1122년(인종 즉위년) 음력 12월 이자겸이 권력을 잡게 되면서 그 반대파에 있던 한안인 등을 숙청하여 사형시키고, 왕보와 대원공 등이 문하시랑 한교여, 추밀사 문공미 등과 짜고 역모를 꾀했다고 무고하는 바람에 왕보는 경산부(지금의 경상북도 성주군)로 유배되었다. 한편 이때의 일로 역시 왕보의 동생인 제안공은 자신에게도 화가 미칠까 염려하여 아예 시종들을 모두 없애고 아무도 만나지 않으면서 술로 세월을 보내 겨우 화를 면하였다.

### 사망
이자겸이 몰락하면서 1128년(인종 6년) 왕보의 조카인 인종이 왕보를 개경으로 소환하였으나, 왕보는 이 해 음력 4월 16일 유배지인 경산부에서 사망하였다. 인종은 이 소식을 듣고 애도하면서 조회를 3일간 폐하고, 왕보에게 개부의동삼사 수태사 중서령 대방공의 관작을 추봉하고 식읍 5,000호와 식실 500호를 내렸다. 또 양간(良簡)의 시호를 추증하였다.

## 가족 관계
왕보는 아들 하나를 두었다. 아들의 이름은 왕유이다. 왕유는 숙부 통의후의 딸과 결혼하여 아들 왕공을 낳았다. 왕공은 인종의 딸 영화궁주와 혼인하여 두 아들과 딸을 두었으며, 후에 소성후(邵城侯)에 책봉되었다.
- 조부 : 고려 제11대 문종(文宗, 1019년~1083년, 재위:1046년~1083년)
- 조모 : 인예왕후(仁睿王后, ?~1092년)
  - 백부 : 고려 제12대 순종(順宗, 1047년~1083년, 재위:1083년)
  - 백부 : 고려 제13대 선종(宣宗, 1049년~1094년, 재위:1083년~1094년)
    - 사촌 : 고려 제14대 헌종(獻宗, 1084년~1097년, 재위:1094년~1095년)

  - 아버지 : 고려 제15대 숙종(肅宗, 1054년~1105년, 재위:1095년~1105년)
- 외조부 : 유홍(柳洪, ?~1091년)
  - 어머니 : 명의왕후(明懿王后, ?~1112년)
    - 형 : 고려 제16대 예종(睿宗, 1079년~1122년, 재위:1105년~1122년)
      - 조카 : 고려 제17대 인종(仁宗, 1109년~1146년, 재위:1122년~1146년)

    - 형 : 상당후 왕필(上黨侯 王佖, ?~1099년)
    - 형 : 원명국사 징엄(圓明國師 澄儼, 1090년~1141년)
    - 동생 : 대원공 왕효(大原公 王侾, 1093년~1161년)
    - 동생 : 제안공 왕서(齊安公 王偦, ?~1131년)
    - 동생 : 통의후 왕교(通義侯 王僑, 1097년~1119년)
    - 남매 : 대령궁주(大寧宮主, ?~1114년)
    - 남매 : 흥수궁주(興壽宮主, ?~1122년)
    - 남매 : 안수궁주(安壽宮主, 생몰년 미상)
    - 남매 : 복녕궁주(福寧宮主, 1096년~1133년)
    - 부인 : 경창원주(敬昌院主, 생몰년 미상)
      - 아들 : 영녕군 왕유(永寧君 王瑜, ?~1141년)
      - 며느리 : 왕씨(생몰년 미상) - 통의후 왕교의 딸
        - 손자 : 소성후 왕공(邵城侯 王珙, 생몰년 미상)

      - 아들 : 종린(宗璘, 1127~1179년)